# سور (باتشة لك الشرقي)
سور (بالفارسية: سور) هي منطقة سكنية تقع في إيران في قسم باتشة لك الشرقي الریفي. يقدر عدد سكانها بـ 814 نسمة بحسب إحصاء 2016.